# Chemicaliëntanker
Een chemicaliëntanker is een type tanker dat is ontworpen om chemicaliën in bulk te vervoeren.
Zeegaande chemicaliëntankers variëren in grootte van 5000 tot 40.000 dwt, wat aanzienlijk kleiner is dan de gemiddelde olietanker. Dit komt door de specifieke lading en de relatief kleine havens waar ze laden en lossen.
Chemicaliëntankers hebben over het algemeen meerdere tanks die een coating hebben van fenol epoxy of zinkverf of zijn gemaakt van roestvast staal. De coating of het materiaal van de ladingtank bepaalt wat voor soort lading men kan laden: roestvaststalen tanks zijn nodig voor agressieve zuren zoals zwavelzuur en fosforzuur, terwijl andere lading, zoals plantaardige olie, in tanks met epoxy-coating vervoerd kan worden.
Chemicaliëntankers hebben vaak tankverwarming om de viscositeit laag te houden. Vaak wordt hiervoor gebruikgemaakt van een stoomketel waarbij stoomleidingen door de tanks lopen. Veel moderne chemicaliëntankers zijn dubbelwandig en hebben voor elke tank een aparte pomp met aparte leidingen, zodat verschillende ladingen volledig gesegregeerd behandeld kunnen worden. Het schoonmaken van een tank na het lossen is een zeer belangrijk onderdeel van de operatie. Bij sommige chemicaliën kan het achterblijven van minimale hoeveelheden van een vorige lading de zuiverheid van de nieuwe lading bederven. Tussen het laden van twee verschillende soorten chemicaliën moet daarom soms eerst meerdere andere, minder gevoelige, ladingen worden vervoerd. Voor het schoonmaken moet er eerst uitgebreid geventileerd worden en moet er getest worden op explosiegevaar en de concentratie van gevaarlijke stoffen.
De meeste chemicaliëntankers worden gebouwd in Japan, Zuid-Korea en China, maar ook in Turkije, Italië, Duitsland en Polen.
Twee rederijen met een groot aantal chemicaliëntankers zijn Stolt-Nielsen en Odfjell. Een Nederlandse chemicaliënrederij was Gebroeders Broere te Dordrecht, in 1989 overgenomen door Pakhoed en sinds 2004 eigendom van de Duitse reder John T. Essberger. Bevrachters zijn oliemaatschappijen en chemieconcerns.

## Fotogalerij

Chemicaliëntankers
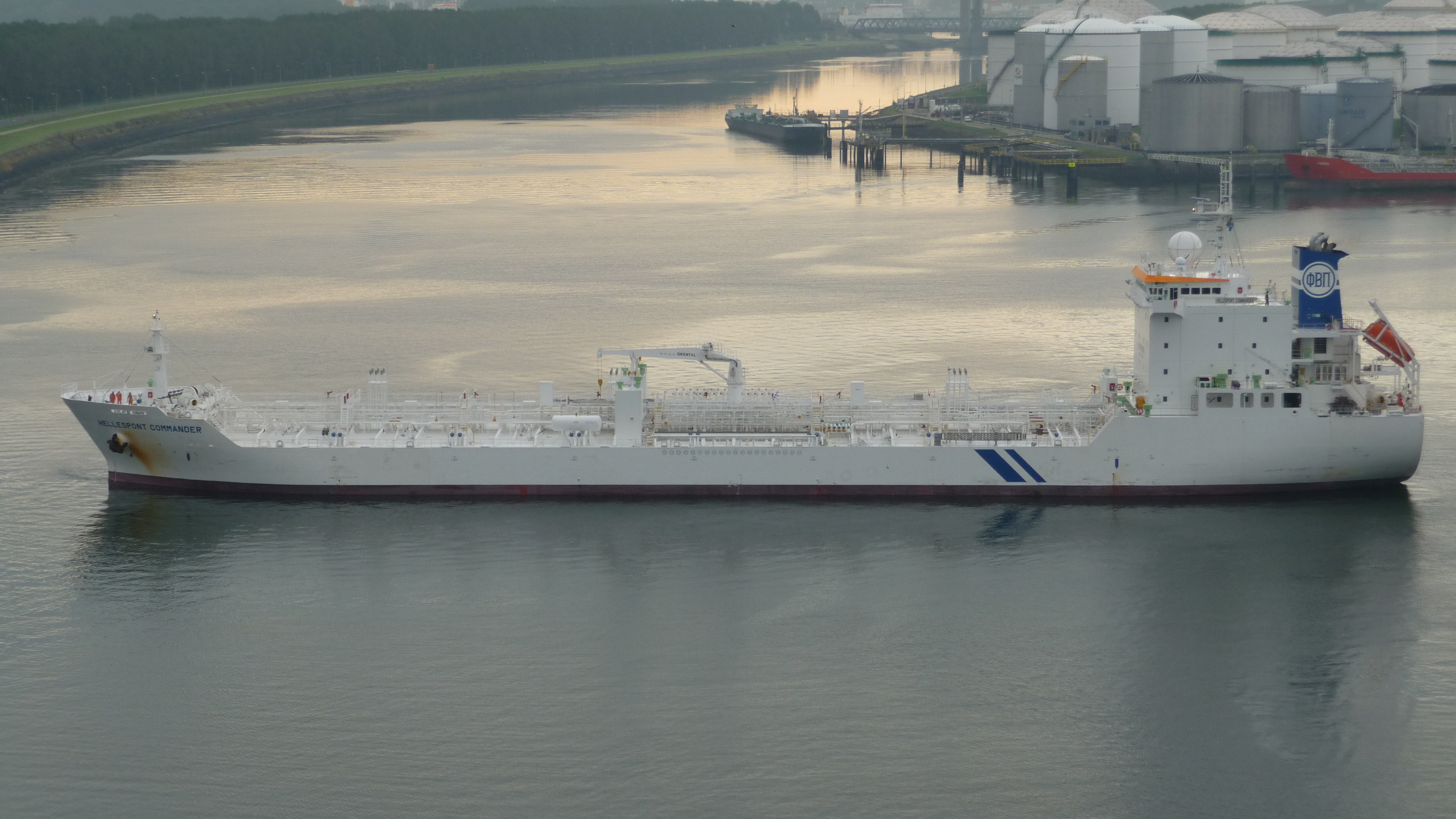
De Hellespont Commander manoeuvreert in het Calandkanaal bij de Zevende Petroleumhaven
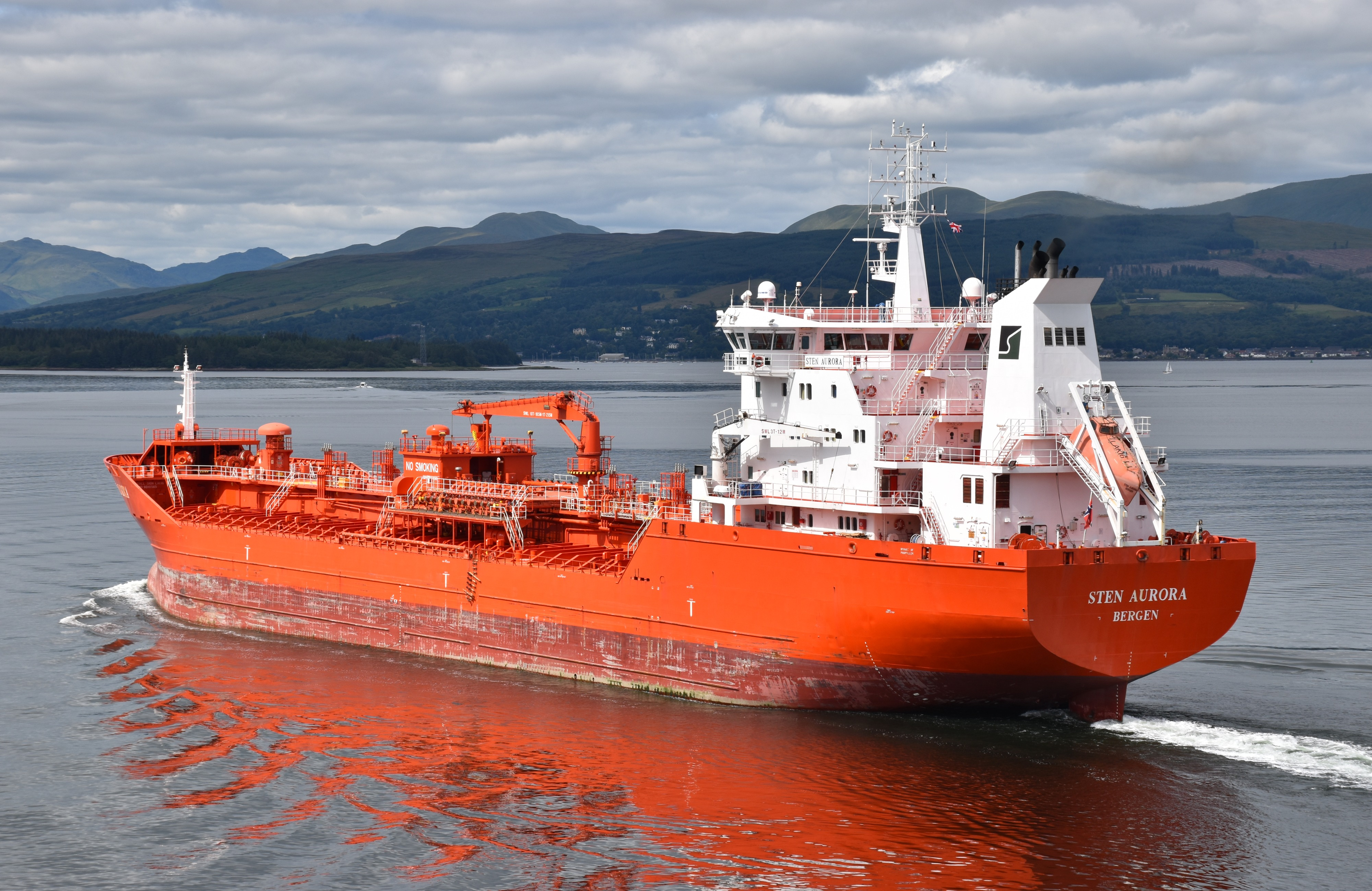
De Sten Aurora passeert Greenock aan de Firth of Clyde
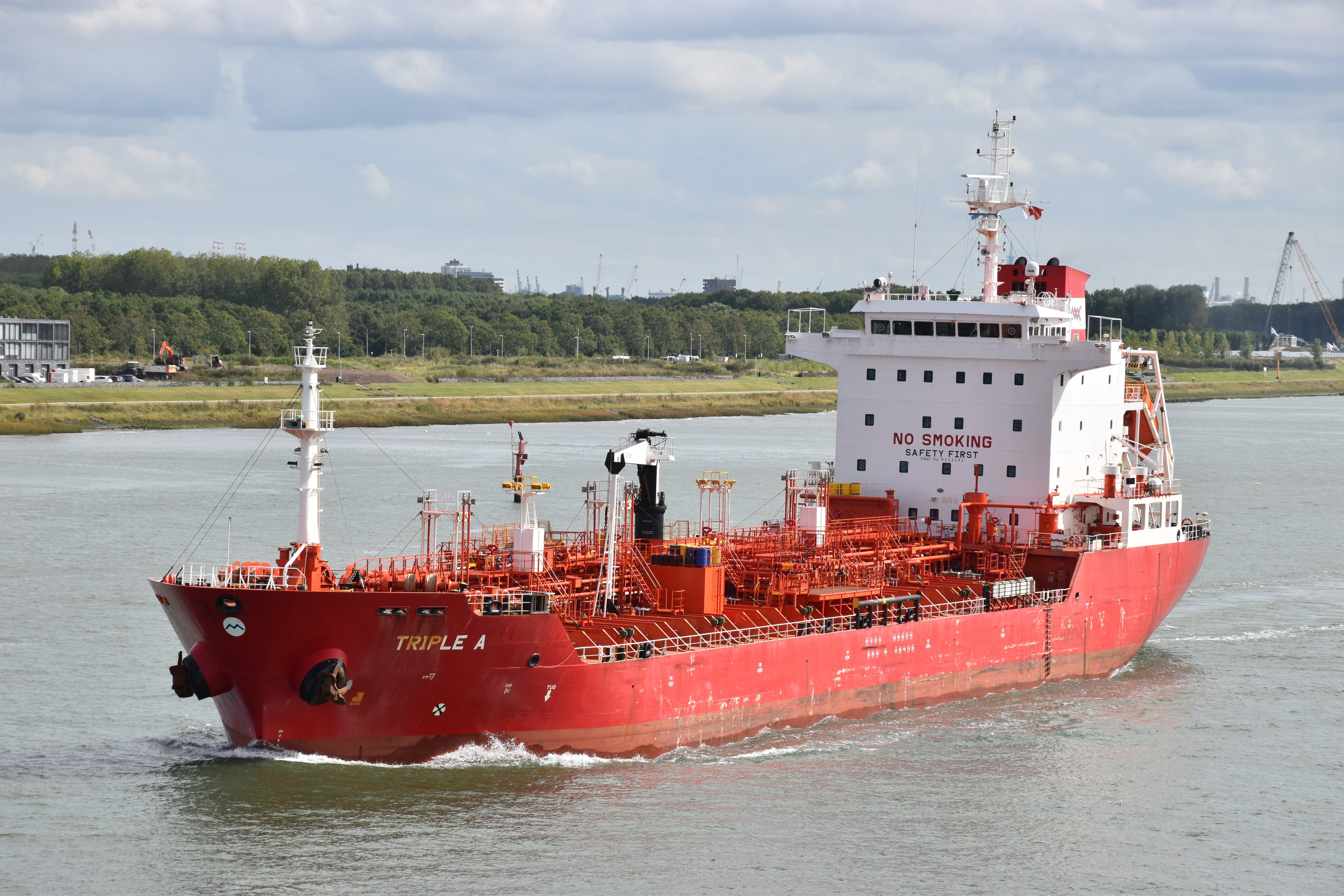
Chemicaliëntanker Triple A op de Nieuwe Waterweg